# Californische pootloze hagedis
De Californische pootloze hagedis (Anniella pulchra) is een hagedis uit de familie pootloze hagedissen (Anniellidae).

## Naam en indeling
De wetenschappelijke naam van de soort werd voor het eerst voorgesteld door John Edward Gray in 1852. Later werd de wetenschappelijke naam Anniella nigra gebruikt.
De soortaanduiding pulchra betekent vrij vertaald 'mooi' of 'aantrekkelijk'.

## Uiterlijke kenmerken
De hagedis bereikt een totale lichaamslengte van 15 tot 25 centimeter inclusief de staart. Zowel voor- als achterpoten ontbreken, door het dikke lijf lijkt de hagedis eerder op een worm dan op een slang. De lichaamskleur is bruin met een gele flank en een gele tot witte buik. Aan de flanken zijn dunne, donkere lengtestrepen aanwezig, er komen echter ook melanische exemplaren voor die geheel zwart zijn aan de bovenzijde met vaak een helder gele flankstreep. Vroeger werden dergelijke exemplaren tot een aparte ondersoort gerekend; Anniella pulchra nigra, maar dit wordt beschouwd als achterhaald. Ook juvenielen kennen variatie, er zijn zelfs geheel gele exemplaren aangetroffen.
De schubben zijn glad en glanzend wat de weerstand tijdens het graven verminderd. Onder de schubben zijn geen beenplaatjes aanwezig zoals bij de verwante hazelwormen het geval is. De ogen zijn relatief klein en de oogleden zijn beweeglijk. Dit in tegenstelling tot veel andere gravende hagedissen die onbeweeglijke oogleden hebben. Uitwendige gehooropeningen ontbreken.
De hagedis heeft een schoffelvormige kop zodat het dier beter kan graven. De staartpunt is stomp en is te verwarren met de vorm van de kop; dit dient om predatoren te misleiden. Vijanden worden verward door de gelijkende vormen en vallen vaak de verkeerde kant van het lichaam aan.

## Verspreiding en habitat
De Californische pootloze hagedis komt voor in het zuiden van de Verenigde Staten, en het noorden van Mexico. In de VS komt de hagedis voor in de staat Californië en in Mexico is de soort alleen te vinden in het noordwesten van de staat Baja California.
De habitat bestaat uit zanderige streken als zandduinen, rivieroevers, stranden en verstuivingen. De Californische pootloze hagedis leeft in de strooisellaag van begroeide gebieden of langs stranden tussen het aangespoelde drijfhout. De hagedis is een bodembewoner die veel graaft en holen maakt onder de grond waarin gezocht wordt naar voedsel. Het dier wordt zelden op de bodem aangetroffen en er is weinig bekend over de levenswijze.
Door de internationale natuurbeschermingsorganisatie IUCN is de beschermingsstatus 'veilig' toegewezen (Least Concern of LC).

## Levenswijze
Het voedsel bestaat uit insecten en de larven waarop ondergronds wordt gejaagd. De vrouwtjes zetten geen eieren af maar brengen levende jongen ter wereld. Per worp worden maximaal vier jongen geboren.